# トルガウアー祭壇画
『トルガウアー祭壇画』（トルガウアーさいだんが、独: Torgauer Altar、英: Torgauer Altarpiece）、または『聖なる親族の祭壇画』（せいなるしんぞくのさいだんが、独: Die Heilige Sippe、英: Altarpiece of the Holy Kinship）は、ドイツ・ルネサンス期の画家ルーカス・クラナッハ (父) が1509年に菩提樹板上に油彩で制作した三連祭壇画である。サイズは中央パネルが縦121.1センチ、横100.4センチ、左翼パネルが縦120.5センチ、横45.2センチ、右翼パネルが縦120.7センチ、横センチ45.4センチとなっている。ヴィッテンベルクのザクセン選帝侯の宮廷画家として、クラナッハが委嘱された最初の大がかりな作品である。聖母マリアと何人かの使徒たちの母親との伝説的な関係である「聖なる親族」を主題としている。1906年のパリにおける競売でフランクフルトのシュテーデル美術館に購入された。

## 作品

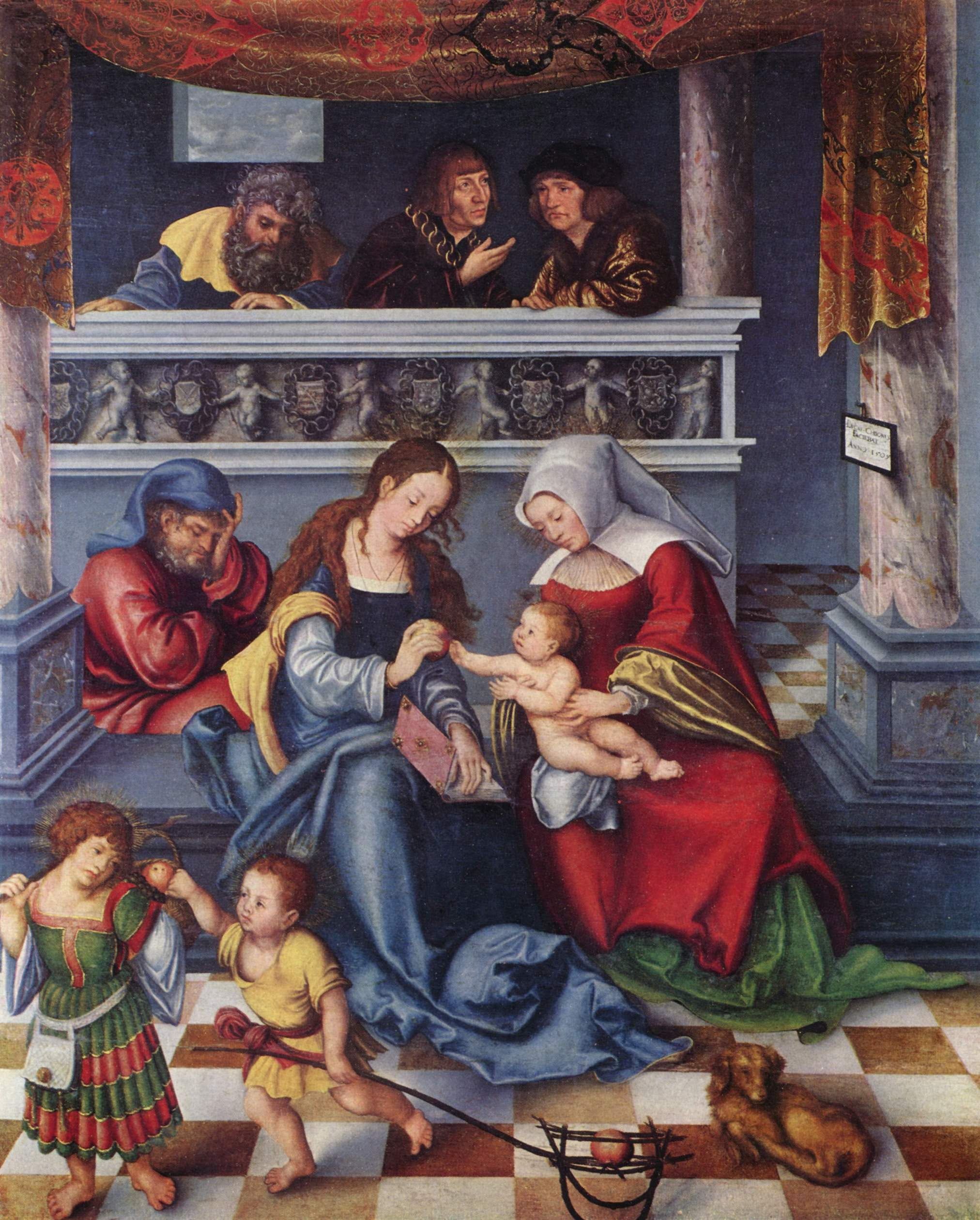
中央パネル (部分)

中央パネルには、聖ヨセフ、聖母マリア、聖アンナ、幼子イエス・キリストがおり、奥には聖アンナの3人の夫がいる。「聖なる親族」は、大理石の柱や石のベンチを含む豪華に装飾された部屋で寛いでいるところが表されている。
聖アンナの3人の夫は、神聖ローマ皇帝マクシミリアン1世 (中央) 、帝国評議員シクストゥス・ウルハーフェン (Sixtus Oelhafen)  (右側) 、画家自身 (左側) の肖像であると特定されている。作品の主題は「聖なる親族」であるものの、本作は政治的な宣言となっている。左右両翼パネルの2人の男性は、ザクセン選帝侯であったフリードリヒ賢公とその弟ヨハンの肖像画となっており、彼らは中央パネルに登場する皇帝マクシミリアン1世に忠誠を表しているのである。
異例なことに、ルーカス・クラナッハは本作にラテン語で署名と制作年を記している。「LUCAS CHRONUS/FACIEBAT/ANNO 1509」というのがそれで、中央パネルの右側の柱に掛かっている告知に記されている。主題の選択と扱い方により、クラナッハがまだクエンティン・マサイスのアントウェルペンの工房にいた時にマサイスの『聖アンナ祭壇画』を知っていたのではないかと提唱されている。クラナッハは、背景の森と山々のある風景、マクシミリアン1世、2人のザクセン選帝侯の肖像を描きつつ、明らかにドイツ的な主題を選んでいる。画家は、後に別の同主題作を1枚のパネルに描いている。